# Замок Комакі

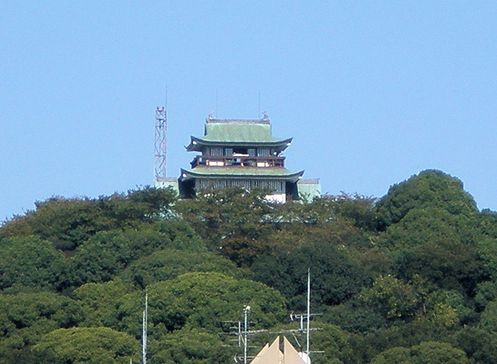
Музей міста Комакі на місці колишнього замку.

За́мок Кома́кі　(【小牧城】 こまきじょう) — японський гірський замок у провінції Оварі (сучасна префектура Айті, місто Комакі, квартал Хоріноучі). 

## Опис
Розташовувався на горі Комакі (86 м). Збудований 1563 року магнатом Одою Нобунаґою, національним героєм Японії, для підкорення сусідньої провінції Міно. У 1563—1567 роках — його резиденція. Біля підніжжя замкової гори було одночасно збудоване призамкове містечко — сучасне місто Комакі. 1967 року на місці колишнього замку постав Історичний музей міста Комакі. Також — гірський замок Комакі (【小牧山城】 こまきやまじょう), замок Комакіяма.

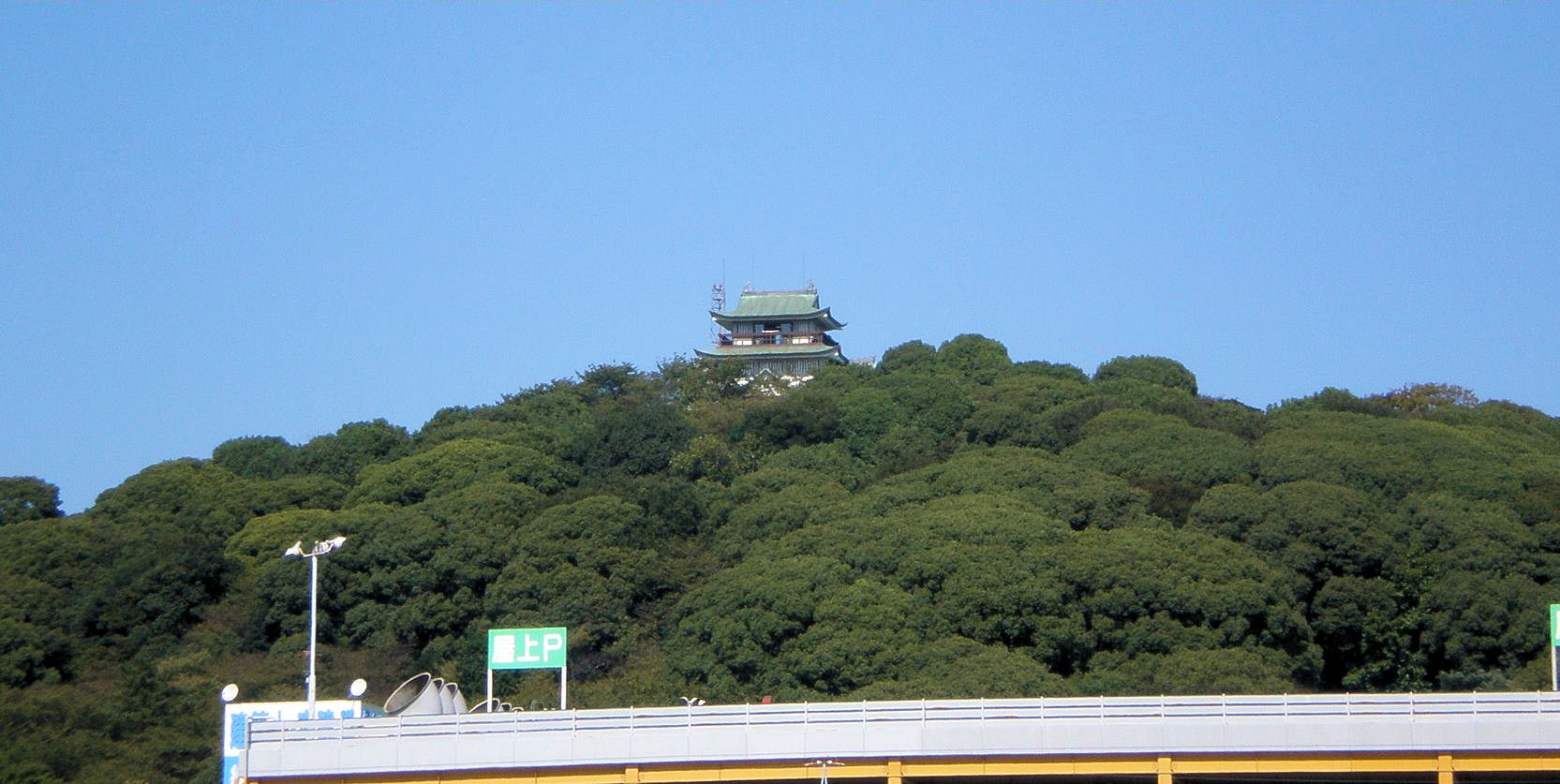
Гора і музей
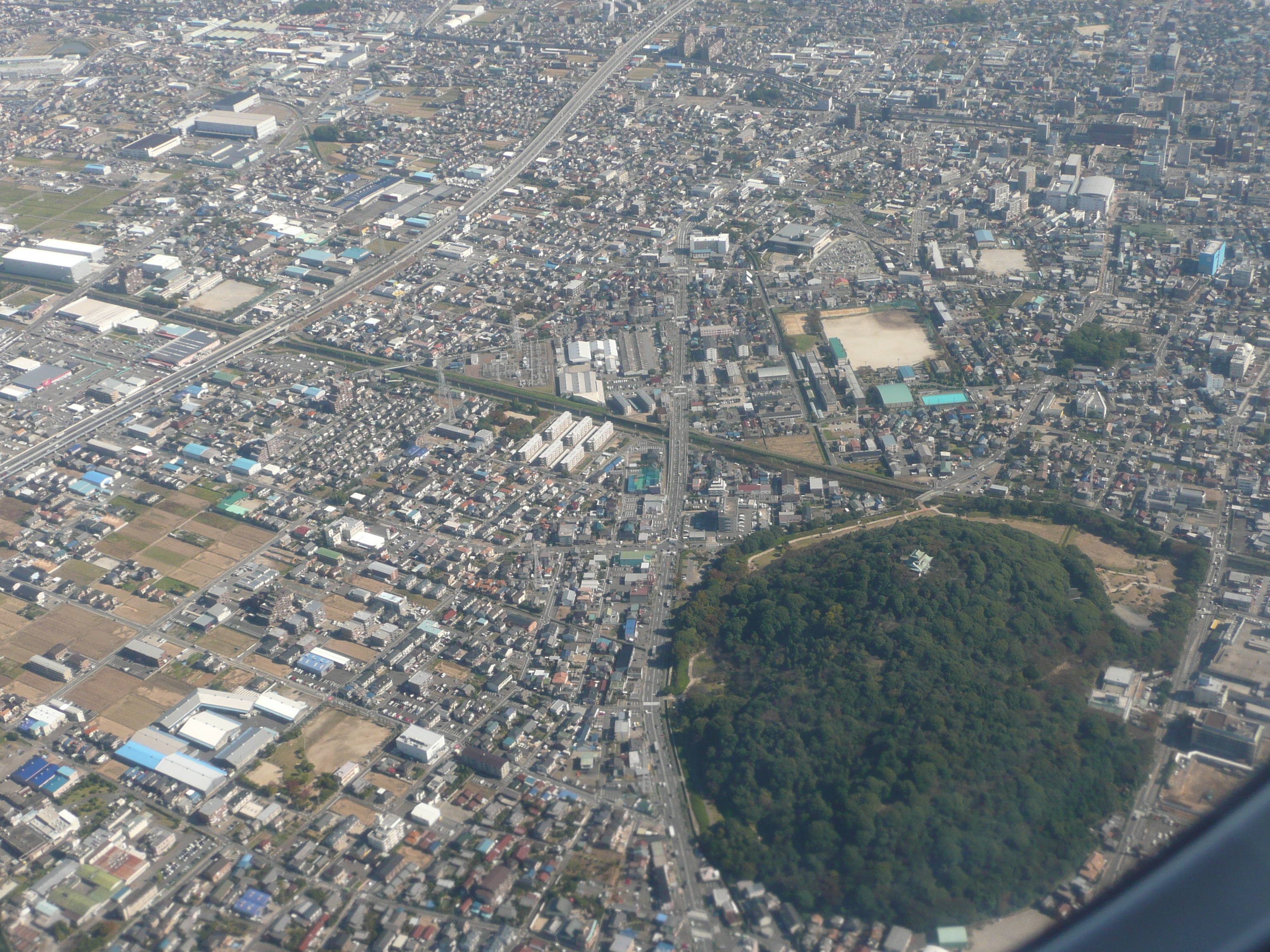
Гора Комакі
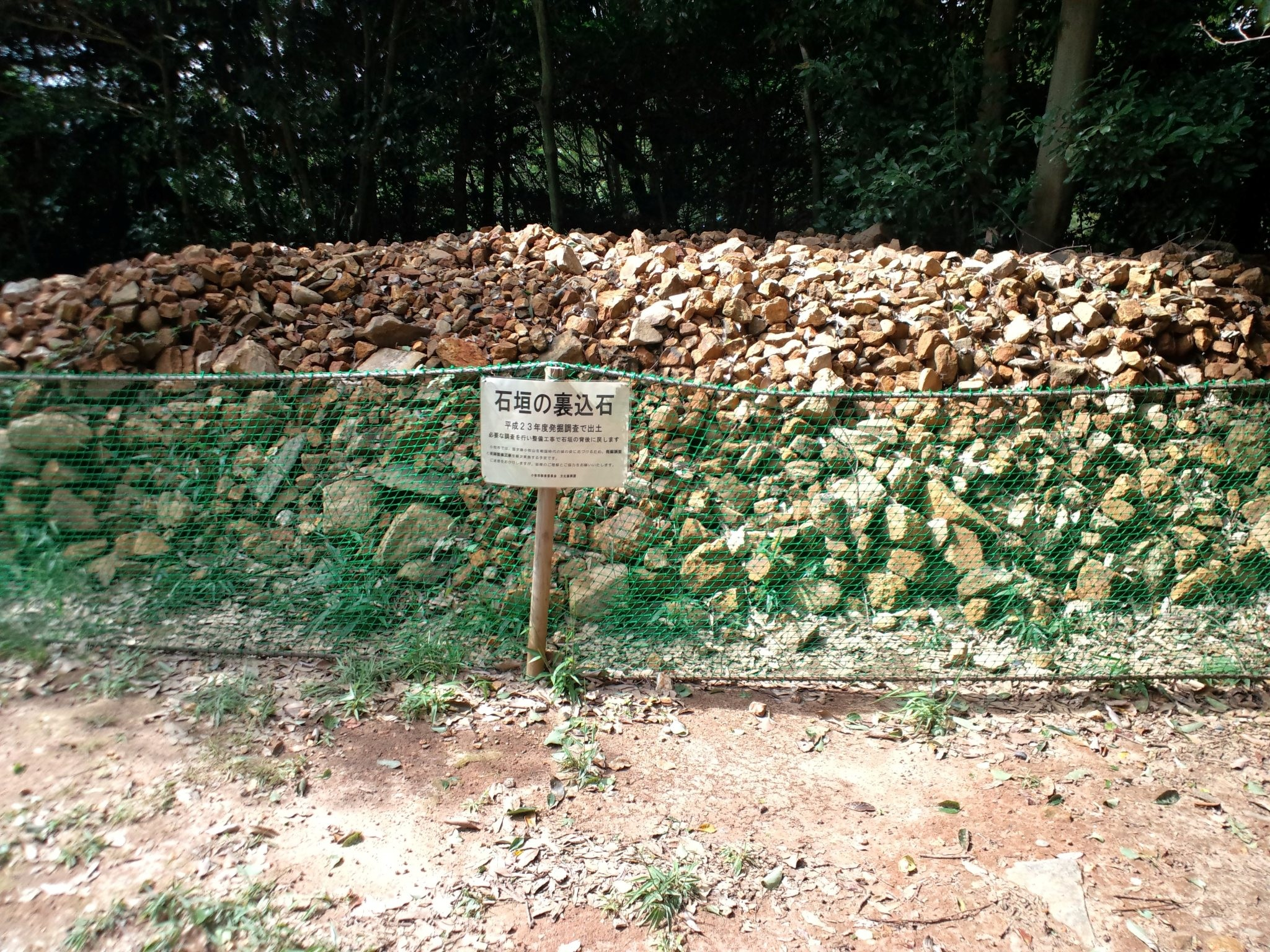
Руїни стін
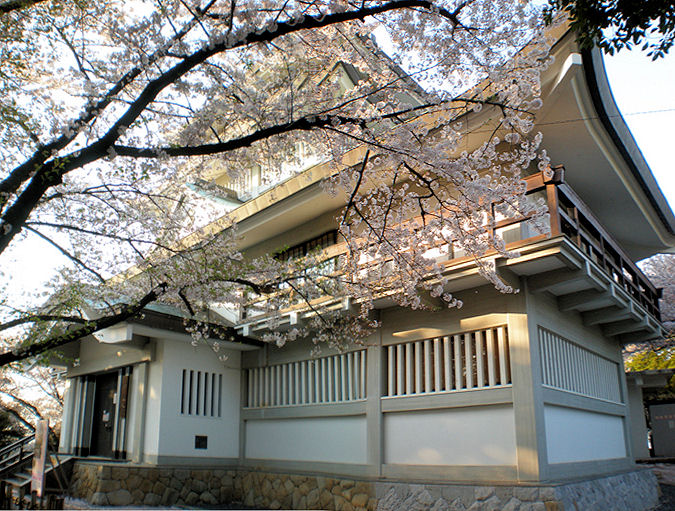
Вхід до музею

## Див. Також
- Список замків Японії